# Charalambos Lykogiannis
Charalambos Lykogiannis (grč.: Χαράλαμπος Λυκογιάννης) (Pirej, 22. listopada 1993.) grčki je nogometaš koji trenutačno igra za Bolognu.
Karijeru je započeo u Olympiakosu. U kolovozu 2013. godine je Lykogiannis otišao na posudbu u Levadiakos. Godinu dana kasnije je ponovno otišo na posudbu, ovog puta u Ergotelis. U srpnju 2015. godine je potpisao dvogodišnji ugovor s austrijskim Sturmom iz Graza.